# Sofie Carsten Nielsen
Sofie Carsten Nielsen (ur. 24 maja 1975 w Birkerød) – duńska polityk, deputowana do Folketingetu, w latach 2014–2015 minister, od 2020 do 2022 lider partii Det Radikale Venstre.

## Życiorys
W latach 1995–2002 studiowała na Uniwersytecie Kopenhaskim, kończąc je z tytułem cand.scient.pol. W międzyczasie uzyskała magisterium z europejskiej polityki i administracji w Kolegium Europejskim w Brugii.
Pracowała jako konsultantka polityczna w Parlamencie Europejskim (2002–2004) i jako zastępczyni dyrektora departamentu w ministerstwie ds. równouprawnienia (2004–2009). Od 2010 do 2011 kierowała działem politycznym duńskiego towarzystwa inżynierów (Ingeniørforeningen i Danmark).
W wyborach w 2011 z ramienia Det Radikale Venstre została wybrana do duńskiego parlamentu. Była przewodniczącą frakcji deputowanych swojej partii. W lutym 2014 dołączyła do drugiego rządu Helle Thorning-Schmidt jako minister nauki, innowacji i szkolnictwa wyższego. Funkcję tę pełniła do czerwca 2015. W 2015, 2019 i 2022 uzyskiwała poselską reelekcję.
W październiku 2020 objęła funkcję lidera politycznego socjalliberałów. Zastąpiła na niej Mortena Østergaarda, który zrezygnował w atmosferze skandalu. Ustąpiła z tego stanowiska w listopadzie 2022 po słabym wyniku wyborczym swojego ugrupowania. W 2023 odeszła z parlamentu, obejmując dyrektorskie stanowisko w federacji przemysłu Dansk Industri.